# Paraleius nasalis
Paraleius nasalis är en kvalsterart som först beskrevs av Hammer 1979.  Paraleius nasalis ingår i släktet Paraleius och familjen Hemileiidae. Inga underarter finns listade i Catalogue of Life.